# Chondromorpha severini
Chondromorpha severini är en mångfotingart som beskrevs av Filippo Silvestri 1897. Chondromorpha severini ingår i släktet Chondromorpha och familjen orangeridubbelfotingar. Inga underarter finns listade i Catalogue of Life.